# Чишма (приток Шиды)
Чишма (баш. Шишмә — «родник») — река в Ишимбайском районе Башкортостана, приток Шиды (бассейн Зигана). В истоке реки есть брод и дорога местного значения от Кызыл Октябрь до Кузяново. Протекает по д. Кузяново, где принимает крупный приток с севера. Впадает в Шиду недалеко от дороги Петровское — Кузяново.
По главной реке Кузяново назван колхоз «Чишма» (сейчас СХК «КЛХ ЧИШМА»)